# فرزانه نوابی
فرزانه نوابی  (زاده ٢۷ سنبله  ۱۳۸۱) خواننده و بازیگر سینما تلویزیون  و تیاتر اهل افغانستان است.
از فیلم‌هایی که در آن نقش داشت نقاب پوش. مینه سرگردان. نامه ای به رئیس جمهور  و سریال سرخ سالی و سریال شهربانو میباشد همچنین وی در موسیقی دارای چندین میوزیک ویدیو است  که توسط هنرمندان مشهوری ساخته و وی اجرا کرده است  او پس از سقوط افغانستان توسط طالبان در سال 2021   افغانستان را ترک کرد و باخانواده اش به فرانسه پناهنده شد. اما سپس به کانادا مهاجرت کرد و در کانادا پناهنده شد
او در چندی از ویدیو هایش در صفحه یوتیوب خود بودن در فرانسه و مهاجرت به یک کشور دیگر و بدور از وطن را کار دشوار خواند. 

وی برنده جایزه جشنواری ملی لاجور کابل نیز می‌باشد.

## زندگی‌نامه
فرزانه نوابی در سال ۱۳۸۱ در یک خانواده هنرمند در شهر کابل بدنیا آمد. پدر وی نیز یکی از هنرپیشه‌های سینما افغانستان است.  او از کودکی رویای هنرپیشه شدن را در سر داشت  تا اینکه اولین کارهایش را از برنامه های کودک شروع کرد و سپس به فیلم های جشنواره یی راه پیدا کرد  با بازی سریال هایش در افغانستان بیشتر شناخته شد  و او اولین فیلم بلندش فیلم سینمایی مینه سرگردان در سال 2015 ساخت کانادا و افغانستان بود که  نقش  مرکزی آن را بازی کرد سپس با بازی در سریال بلندش خط سوم بیشتر  درخشید  
وی همچنین در فیلم نامه ای به رئیس جمهور نیز بازی کرد که این فیلم ساخته کارگردان مطرح افغانستان رویا سادات بود. در سال ۱۳۹۴ نقش کلیدی را در فیلم مینه سرگردان بازی کرد که به کارگردانی یوسف بره کی ساخته و اکران شد.

## فیلم‌شناسی
- نامه ای به رئیس جمهور
- مینه سرگردان
- نقاب پوش
- سریال خط سوم
- خاک و مرجان